# ヒマラヤンタイムス
ヒマラヤンタイムス（英語: The Himalayan Times）は、ネパールで発行されている英語の新聞である。